# Bahariasauridae
Bahariasauridae („ještěři z oázy Baharíja“) je čeleď masožravých dinosaurů (teropodů) z kladu Averostra, žijících v období rané pozdní křídy (geologické věky cenoman až turon, asi před 96 až 91 miliony let) na území dnešní severní Afriky a pravdfěpodobně i Jižní Ameriky.

## Historie objevu

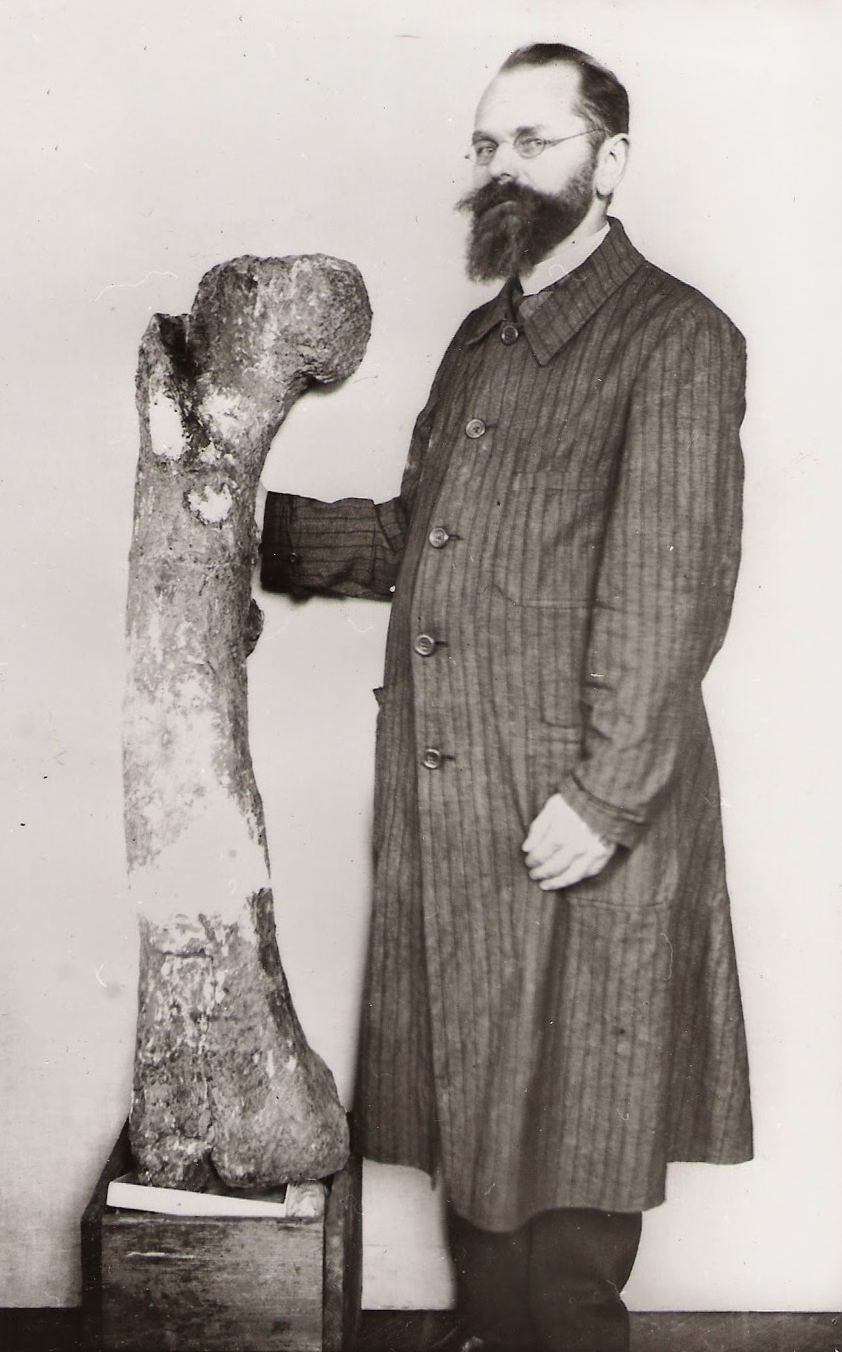
Paleontolog Ernst Stromer se stehenní kostí bahariasaura.

Typovým druhem je Bahariasaurus ingens, jehož fosilie poprvé objevil roku 1912 rodák z Čech, rakouský amatérský paleontolog Richard Markgraf. Fragmentární fosilie tohoto křídového teropoda byly objeveny v sedimentech souvrství Baharíja (odtud rodové jméno). Typový druh B. ingens byl formálně popsán německým paleontologem Ernstem Stromerem v roce 1934. Čeleď Baharisauridae pak stanovil německý paleontolog Friedrich von Huene v roce 1948.
Dnes jsou do této čeledi potenciálně řazeny další tři druhy - Deltadromeus agilis ze severní Afriky a Aoniraptor libertatem a Gualicho shyniae z Argentiny. Podle některých studií je dokonce možné, že sem patřila i podčeleď Elaphrosaurinae s rody Elaphrosaurus, Huinculsaurus a Limusaurus.

## Rozměry

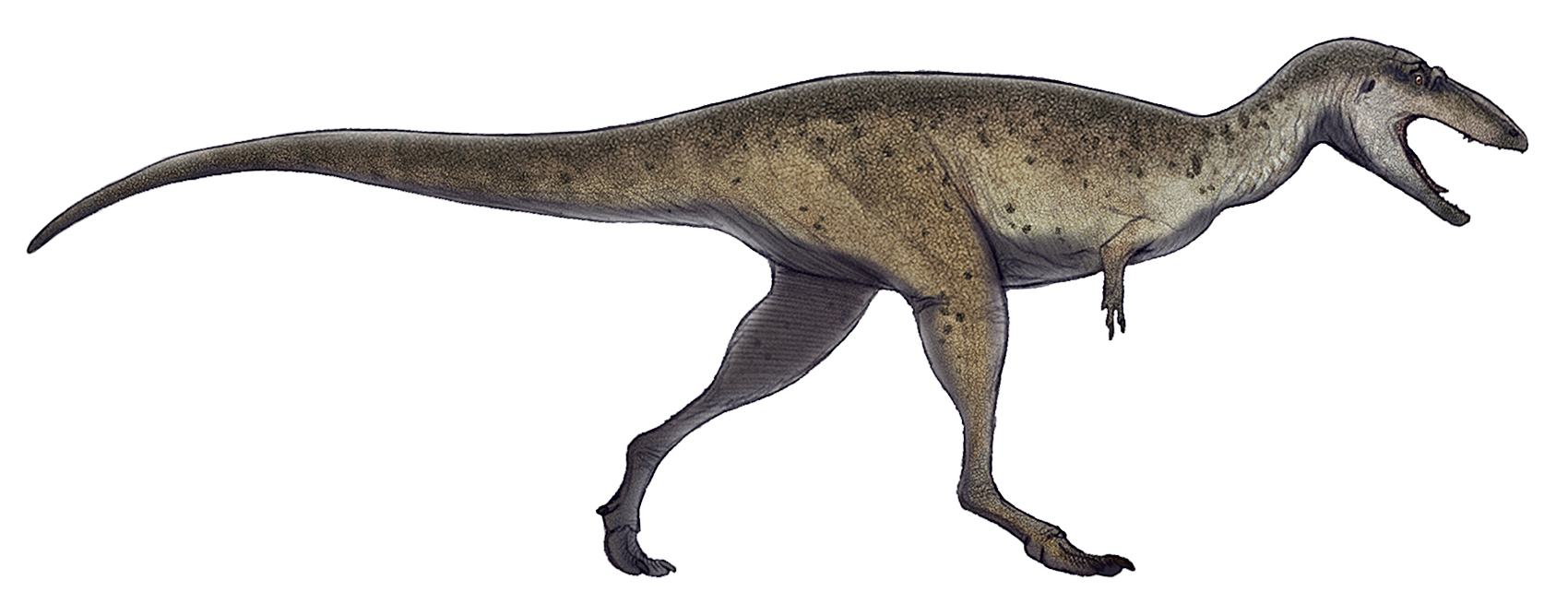
Gualicho shinyae - rekonstrukce pravděpodobného vzezření.

Bahariasaurus byl nepochybně obřím teropodem, dosahujícím podle většiny odhadů délky asi 11 až 12 metrů a hmotnosti přibližně 4000 kilogramů. Deltadromeus mohl být podobně veliký. Argentinské druhy byly menší, dosahovaly délky asi v rozmezí 6 až 7 metrů.

## Zařazení
Není jisté, do které skupiny teropodů bahariasauridi patřili, navrhováni byli také karcharodontosauridi, neovenatoridi, abelisauridi nebo tyranosauroidi. Objevila se také domněnka, že by se mohlo jednat o zástupce kladu Megaraptora.